# Salvador Soteras i Taberner

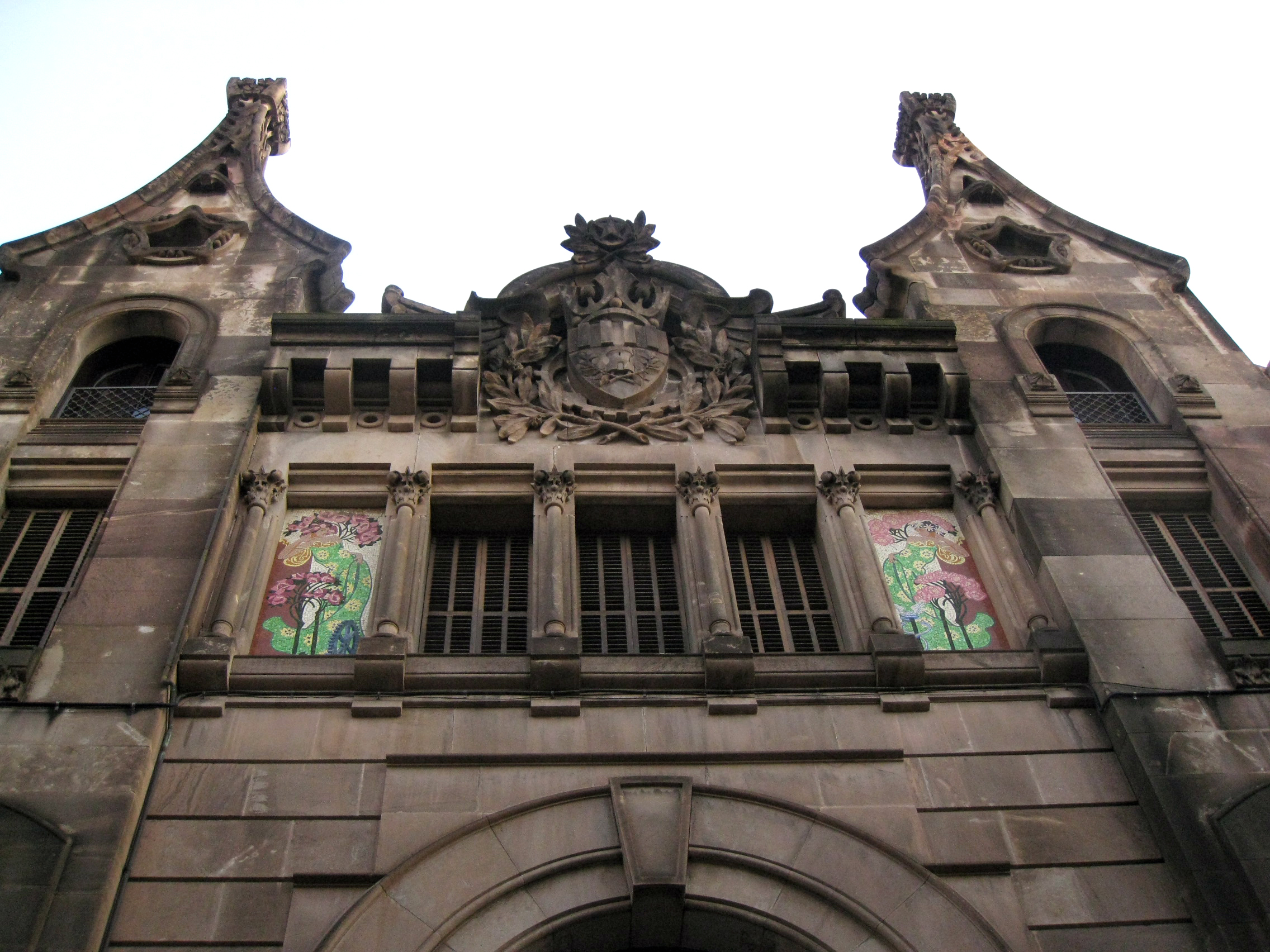
Detall de la Casa Soteras, antic Banc de Terrassa, obra modernista de Salvador Soteras

Salvador Soteras i Taberner, (Madrid, 1874 - 25 de març de 1925). Arquitecte modernista titulat el 9 d'agost de 1899. De les seves obres modernistes sobresurten la casa Miquel Ibarz, erròniament coneguda com a casa Clapés, al c/ Diputació, 248 de Barcelona (1901-1904), i a Terrassa la casa Soteras, c/ Sant Jaume, 26, (1909). Estava casat amb Agustina Mauri i Poal i eren pares de Maria Soteras i Maurí i Josep Soteras i Mauri.
Com a arquitecte de la Companyia MZA, realitzà el baixador del passeig de Gràcia, de Barcelona ja desaparegut (1902). També era obra seva el Círculo Ecuestre del Psg. de Gràcia 38, realitzada en col·laboració amb Alfred Keller, arquitecte de la casa reial austríaca el 1926.